# Tim Hodgkinson
Tim Hodgkinson (Salisbury, 1º maggio 1949) è un musicista e compositore inglese.
È stato, assieme a Fred Frith, il fondatore del gruppo Avant-progressive rock Henry Cow nel quale è rimasto dal 1968 sino allo scioglimento nel 1978. Da allora ha proseguito nella sua attività di performer da solo e con vari musicisti dell'area sperimentale in tutto il mondo, oltre a portare avanti una carriera solistica in studio.